# 吉·哲塔三世
吉·哲塔三世（Chey Chettha III，1639年—1673年）是柬埔寨黑暗時期的一位國王，1672年至1673年在位。有些学者不将其认定为柬埔寨国王。
吉·哲塔三世是安南一世（一稱安农一世）之子。1672年，殺害巴龙列谢八世篡位。他強娶波涅·占之女為王后，Dav Kshatriyi之夫Ang Tan出奔到阮主處尋求避難。
1673年，吉·哲塔三世遇弑。巴龙列谢八世之子乔华二世繼位。